# Hevenyészett tábori kórház
A Hevenyészett tábori kórház (L'Ambulance improvisée) Frédéric Bazille festménye, amely a párizsi Musée d’Orsay gyűjteményének része.

## Keletkezése
Bazille 1865-ben festette a képet, amely festőtársát, Claude Monet ábrázolja betegágyában. 1865 nyarán Monet Chailly-en-Brie-be utazott, hogy a szabad ég alatt, a fontainebleau-i erdőben készítsen tanulmányokat Ebéd a szabadban című képéhez. Sürgette Bazille-t, akivel műtermét megosztotta, hogy látogassa meg, és üljön modellt neki a készülő festményhez. Mire Bazille megérkezett, Monet már felhagyott a munkával egy lábsérülés miatt.
Bazille az emberi alakokat általában mozgás nélkül, egyfajta fixált helyzetben örökítette meg képein, így Monet statikus helyzete a hotelszoba ágyában éppen kapóra jött neki. Bazille eredetileg medikushallgatóként érkezett Párizsba, és tanulmányait felhasználva próbált barátja állapotán segíteni. Látható az általa barkácsolt szerkezet köteleken lógó ellensúlya, amely a sérült láb terhelésén hivatott könnyíteni.
Bazille munkái erősen kötődtek a realizmushoz, de már érezhető rajtuk a születő impresszionizmus hatása. Ez a képe is részletekben gazdag, jól látható Monet halvány bőrén a vörös seb, arcán az elkeseredettség ágyhoz kötöttsége miatt. A kompozíció intimitása a két festő közötti szoros barátságot jelzi.
Miután Bazille 1870-ben elesett a porosz–francia háborúban, a kép fivére, Marc Bazille, majd annak lánya tulajdonába került. A Louvre 1967-ben szerezte meg a képet, amely 1986 óta a Musée d’Orsay gyűjteményének része.